# Камен Михайлов
Камен Василев Михайлов е български литературен историк, изследовател на литературните, културните и историческите процеси през Българското възраждане.

## Биография
Роден е на 7 май 1954 г. в София. Завършва българска филология и философия в Софийския държавен университет (1978). Редовна аспирантура в Института за литература при БАН (1983). Кандидат на филологическите науки (днес – доктор) с дисертационен труд на тема „Жанрови проблеми в творчеството на П. Р. Славейков“ (1988). Хабилитация на тема „Текст и контекст у Ботев“ (2000). Доктор на филологическите науки с труда „Български/булгарски образи в рускоезична среда“. Филолог-специалист (1984), научен сътрудник I ст. (1990), старши научен сътрудник II ст. (2001), професор (2015) в Института за литература при БАН.
Хоноруван преподавател по нова българска литература и по българска литература – общ курс за журналисти в СУ „Климент Охридски“ (1978, 1979), по българска възрожденска литература в Пловдивския университет „Паисий Хилендарски“ (1989 – 94), по българска възрожденска литература, по фолклор, по нова и съвременна българска литература във ФИ „Любен Каравелов“ в Кърджали (1995 – 2004). Лектор по български език и култура в Брянския държавен университет „И.Г. Петровски“ (2005 – 2010) и в Будапещенския университет „Лоранд Йотвьош“ (2005, 2016).
Умира на 25 май 2018 г. в Будапеща.

### Монографии
- Петко Славейков (1927 – 1895). Поетически послания. София: Ариадна, 2002, 160 с.
- Текст и контекст у Ботев. София, 2000 (електронен вариант)
- Български/булгарски образи в рускоезична среда. София: Тангра ТанНакРа. 2014, 735 с.
- Мемоаристиката на ранните руско-турски войни. 1783 – 1830. София, Печатница DPХ, 2015, 335 с.

### Редакция и съставителство
- Пенчо Славейков, „Съчинения“, Том I. Епика, София: Фигура, 2001, 452 с. (съставителство, коментар и редакция), съвместно изпълнение със Ст. Михайлова.
- Пенчо Славейков, „Съчинения“, Том II. Лирика, София: Фигура, 2002, 436 с. (съставителство, коментар и редакция), съвместно изпълнение със Ст. Михайлова.